# 徳川黎明会
公益財団法人徳川黎明会（こうえきざいだんほうじん とくがわれいめいかい）は、東京都豊島区目白三丁目に本部・総務部を置く公益財団法人。尾張徳川家伝来の美術品・文献資料等の収集・保管や一般公開を行い、美術や史学の研究に資することを目的とし、徳川美術館と徳川林政史研究所とを運営している。1931年（昭和6年）に財団法人尾張徳川黎明会として設立され、2011年（平成23年）に公益財団法人に移行した。

## 沿革
1929年（昭和4年）に尾張徳川家の家令となった鈴木信吉は、同家の第19代当主・徳川義親侯爵の美術館設立構想を具体化させ、1930年（昭和5年）9月13日、尾張徳川家の御相談人会で、同家の名古屋・大曽根邸敷地の一部を名古屋市に寄付し、そこに財団法人として徳川美術館を設立することが可決された。検討の過程で、財団法人の名称は、漢文の素養があった阪本釤之助により「尾張徳川黎明会」と命名された。また美術館のほかに、書籍を収集・保管する「蓬左文庫」を併せて設置し、徳川生物学研究所および徳川林政史研究室も財団法人に移管することになった。
1931年12月、尾張徳川家伝来の什宝・書籍を保管・公開するための財団法人尾張徳川黎明会が設立され、同年、徳川生物学研究所・林政史研究室の管理は財団に移管された。徳川義親が初代会長となり、設立当初の理事は、義親の長男・義知（副会長）、鈴木信吉（専務理事）と家扶の五味末吉（常務理事）および徳川生物学研究所所長・服部広太郎（常務理事）に委嘱された。
1932年（昭和7年）、東京府北豊島郡高田町雑司ヶ谷（現在の豊島区目白三丁目）に財団の施設として蓬左文庫が設置され、林政史研究室は蓬左文庫附属歴史研究室となり、徳川生物学研究所も財団の施設として同地に新設・移転した。同年9月には名古屋市大曽根で徳川美術館が建設に着工した。
1935年（昭和10年）11月、蓬左文庫と徳川美術館とがそれぞれ東京・名古屋にて開館し、一般公開を開始した。
戦後、個人色が前面に出ないように、財団法人黎明会に名称を変更。
1950年（昭和25年）、戦後の社会的混乱・経済的困窮を背景に、財団存続をはかるため、蓬左文庫の名称と蔵書の一部を名古屋市に売却譲渡する。蓬左文庫附属歴史研究室は藩政資料などの蔵書の一部を引継ぎ、徳川林政史研究所として存続した。
1970年（昭和45年）、「現状ではもはや徳川を名乗る意味がない」として徳川生物学研究所を閉鎖し、乳酸飲料会社（ヤクルト）に譲渡する。
2011年4月1日に公益財団法人に移行した。

## 現況
2016年（平成28年）現在の会長は尾張徳川家第22代当主の徳川義崇。財団は、徳川美術館と徳川林政史研究所を管理・運営し、美術史・林政史などの研究、展覧会や公開講座の開催、所蔵資料の整理・公開などの事業を行なっている。本部・総務部は東京都豊島区目白に所在。